# Murtaz Daushvili
Murtaz Daushvili (in georgiano მურთაზ დაუშვილი?; Tbilisi, 1º maggio 1989) è un ex calciatore georgiano, di ruolo centrocampista.

## Palmarès

### Club

#### Competizioni nazionali
- Coppa di Cipro: 1

Anorthōsis: 2020-2021